# Diphlebia lestoides
Diphlebia lestoides là loài chuồn chuồn trong họ Philogangidae. Loài này được Selys mô tả khoa học đầu tiên năm 1853.

## Hình ảnh

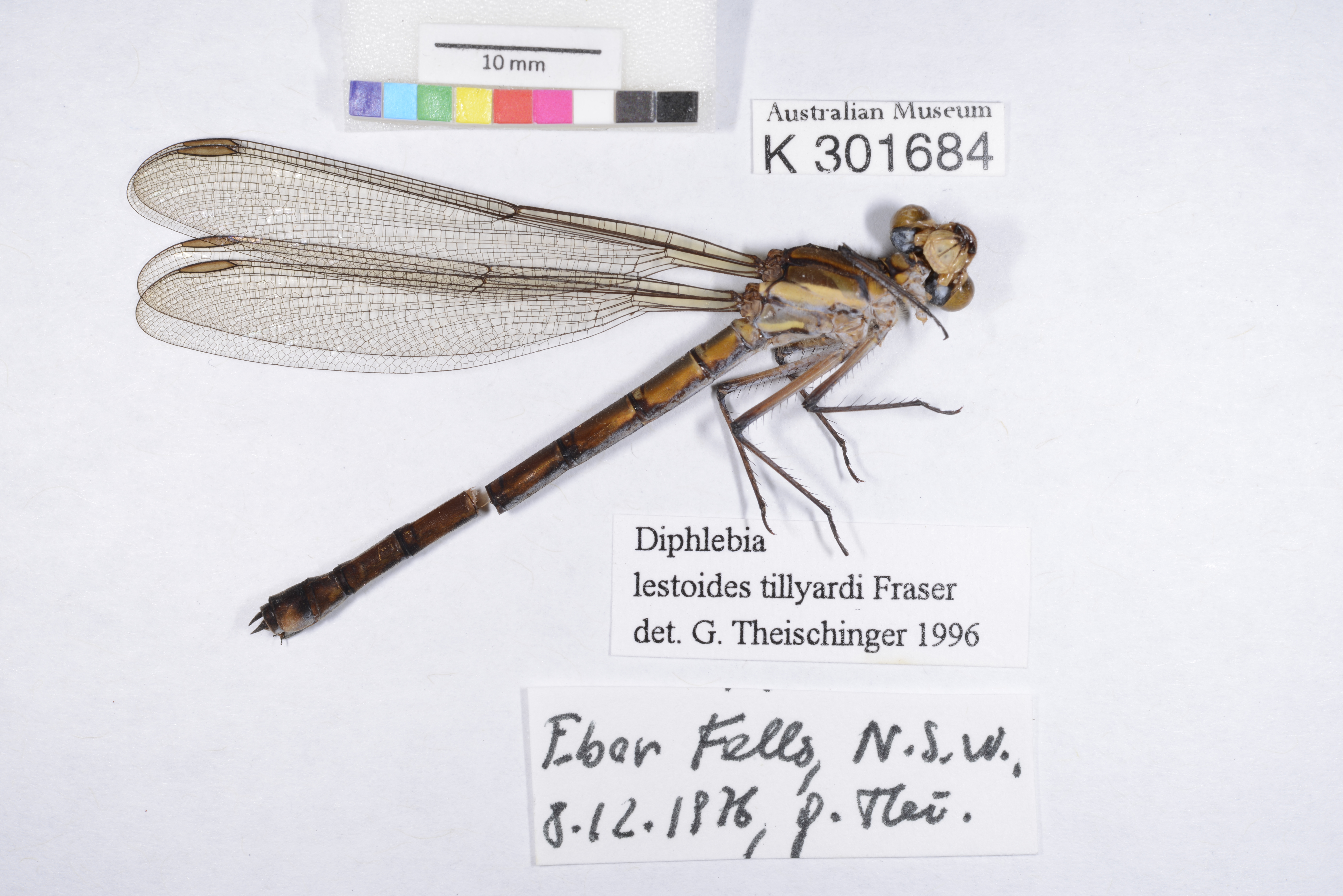